# Psyco
Psyco — JIT, компілятор мови Python, першопочатково розроблений Арміном Ріго (англ. Armin Rigo), надалі підтримувався і розвивався Хрістіаном Тісмером (англ. Christian Tismer). У теперішній час проект закритий. Про припинення підтримки Psyco оголошено 12 березня 2012 року.
Psyco працює у Unix-подібних ОС, Windows, Mac OS X на 32-розрядних Intel-сумісних процесорах. Psyco написаний на мові C і генерує тільки x86-код. Розвитком проекту Psyco є PyPy, який містить у собі інтерпретатор і компілятор, що може генерувати код на C і перевершує Psyco за критерієм крос-платформової сумісності.

## Прискорення швидкості
Psyco значно прискорює додатки. Реальна продуктивність у багатьох факторах залежать від застосування і варіюється від незначного уповільнення до 100-кратного прискорення. Середнє збільшення швидкості, як правило, знаходиться у проміжку від 1,5 до 4 разів, що робить характеристики Python близькими до таких мов, як Smalltalk і Scheme, але все ж повільніше, ніж компільовані мови, такі як Fortran, C і деякі мови, що використовують JIT (C# і Java).

## Подальша розробка
17 липня 2009 року Хрістіан Тісмер оголосив, що проводиться робота над Psyco V2.